# 榊原政養
榊原 政養（さかきばら まさきよ）は、江戸時代後期の大名。越後国高田藩4代藩主。官位は従四位下・式部大輔、右京大夫。榊原家12代当主。

## 略歴
先代藩主・榊原政令の長男。文政10年（1827年）、父の隠居により家督を相続した。天保10年（1839年）隠居。男子がなかったため、家督を五弟・政愛に譲った。
弘化3年（1846年）死去、享年49。

## 系譜

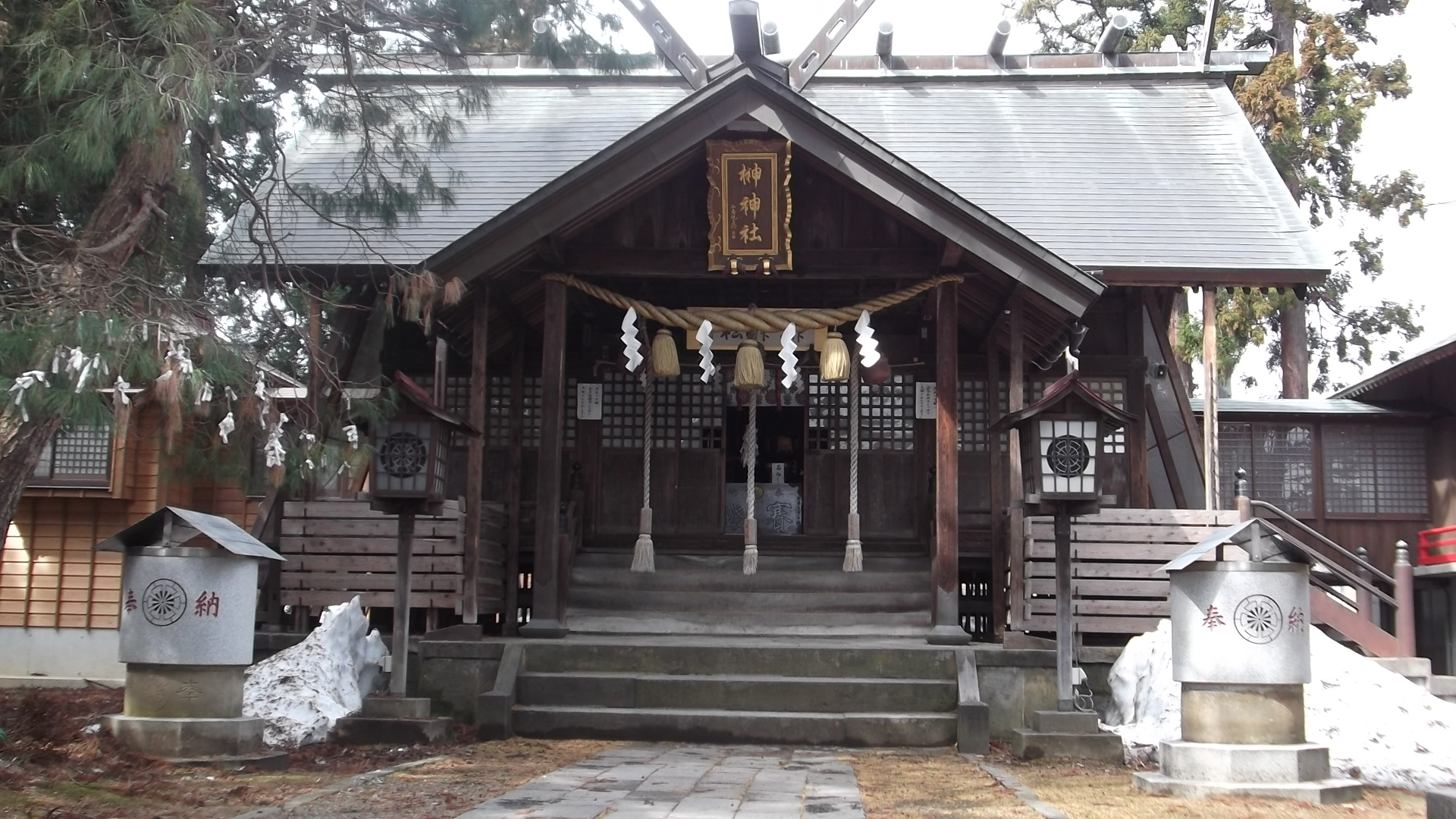
越後高田藩主・榊原家を祀る榊神社（さかきじんじゃ）［新潟県上越市］

父母
- 榊原政令（父）
- 誠（母） - 鍋島治茂の娘

正室
- 知 - 井伊直中の次女

子女
- 万寿 - 稲垣長明正室
- 富子 - 有馬温純継室

養子
- 榊原政愛 - 政令の五男